# دونارا مکرتچیان
دونارا مکرتچیان (ارمنی: Դոնարա Մկրտչյան؛ [] Error: {{Lang-xx}}: فاقد متن (راهنما)؛ با نام دوشیزگی دونارا پیلوسیان ارمنی: Դոնարա Փիլոսյան زاده ۲۰ آوریل ۱۹۴۱ – درگذشته ۱۵ ژوئیهٔ ۲۰۱۱) یک بازیگر اهل ارمنستان بود. وی بین سال‌های ۱۹۶۷ تا ۱۹۷۱ میلادی فعالیت می‌کرد. 
وی همسر فرونزیک مکرتچیان بود.

## گزیده فیلمشناسی
از فیلم‌ها یا برنامه‌های تلویزیونی که وی در آن نقش داشته است می‌توان به آدم‌ربایی، به سبک قفقازی، مردان اشاره کرد.

## نگارخانه

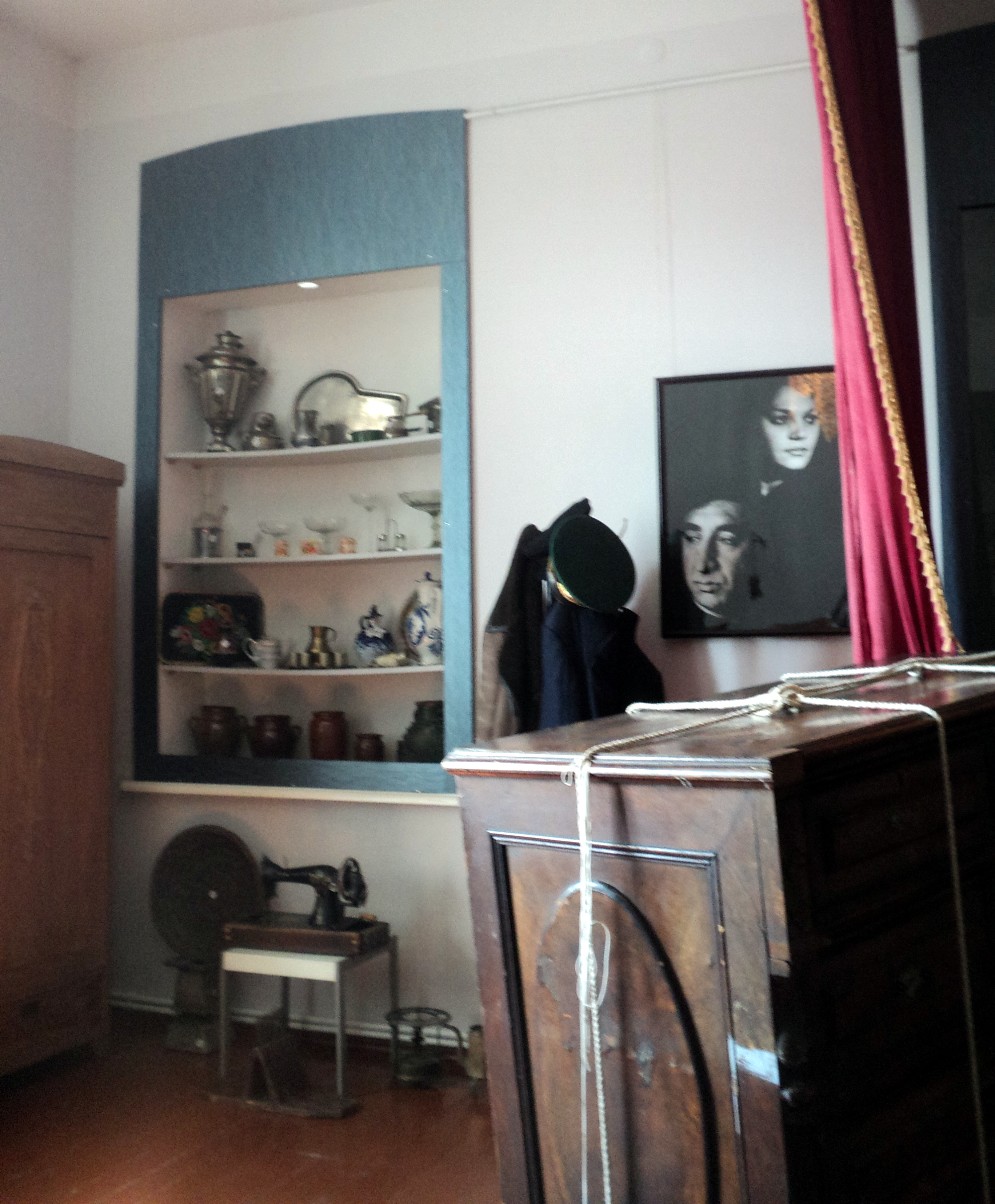
تصویر دونارا و فرونزیک